# Humiliáti

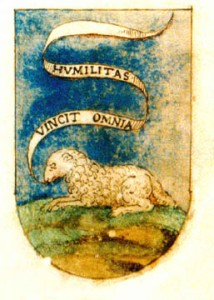
Erb humiliátů

Humiliáti jsou původem středověký křesťanský žebravý řád řeholníků, který vznikl ve 12. století. Mužská větev řádu byla zrušena roku 1571, ženská větev  (sestry humiliátky) trvá do současnosti.

## Historie
Kvůli své podpoře laického kazatelství byli humiliáti papežem Luciem III. obviněni z hereze, avšak papež Inocenc III. toto hnutí rehabilitoval a uznal jako řeholní řád. Pod vedením Sv. Jana z Medy přijali řeholi svatého Benedikta. Humiliáti působili prakticky výhradně v Itálii, zejména v oblasti Lombardie a Toskánska. Hlavním centrem řádu bylo opatství Viboldone u Milána, další významné kláštery byly v milánské čtvrti Brera a ve městech Brescii, Cremoně či Monze.
Humiliáti se rozdělovali na tzv. první řád zahrnující řeholníky a řeholnice se sliby, tzv. druhý řád složený z laiků – bratří a sester zaměstnaných především tkaním a žijících v klášterních společenstvích a tzv. třetí řád (terciáře), v němž byli shromážděni muži a ženy žijící ve svých rodinách.
Mezi nejznámější představitele řádu patřili sienský biskup a kardinál Giacomo Pasquali nebo fiesolský biskup a kardinál Luca Manzoni. 
Po roce 1565 se humiliáti dostali do sporu s milánským arcibiskupem Sv. Karlem Boromejským, který je podezíral ze sympatií ke kalvinismu a dal zrušit několik jejich klášterů. 24. září 1569 se čtyři mniši z humiliátského kláštera v Breře pokusili Karla zavraždit. Během společné modlitby v kapli milánského dómu na něj jeden z nich, Girolamo Donati zvaný il Farina, zezadu vystřelil z arkebuzy. Kulka prostřelila Karlův oděv, ale nezranila ho. Atentátník a jeho komplicové byli dopadeni a následně v Miláně oběšeni, V reakci na tento incident se papež Pius V. rozhodl mužskou větev a třetí řád 8. února 1571 zrušit, zatímco ženská větev, sestry humiliátky, stále existuje.